# Bruno Lasserre
Pour les articles homonymes, voir Lasserre.
Bruno Lasserre, né le 4 janvier 1954 à Talence, est un haut fonctionnaire français.
Ancien élève de l'ENA, il a notamment fait carrière au Conseil d’État et dans plusieurs ministères. Président du Conseil de la concurrence puis de l'Autorité de la concurrence de 2004 à septembre 2016 où il a joué un rôle important dans la régulation du secteur des télécommunications. Il est vice-président du Conseil d’État du 29 mai 2018 au 4 janvier 2022. Depuis le 31 août 2022, il est président de la Commission d'accès aux documents administratifs.

## Biographie

### Jeunesse et études
Né le 4 janvier 1954 dans une famille bordelaise bourgeoise et catholique, Bruno, Marie Lasserre passe une maîtrise de droit public et obtient le diplôme de l’Institut d'études politiques de Bordeaux (1974).
Il intègre l'École nationale d'administration (promotion Mendès-France) en 1976, où il côtoie Gérard Mestrallet (GDF-Suez) ou Gérard Rameix (Autorité des marchés financiers).

### Carrière professionnelle

#### Conseil d'État et ministère des Postes et Télécommunications
À sa sortie en 1978, il préfère[réf. souhaitée] le Conseil d’État à l’inspection des finances. Après 8 ans passés dans la plus haute juridiction administrative, il rejoint en 1986 le ministère des Postes et Télécommunications, au sein duquel il exerce les fonctions de directeur de la réglementation générale, entre 1989 et 1993, puis de directeur général des postes et télécommunications, entre 1993 et 1997. Il est l'un des principaux architectes des réformes des années 1990 du secteur des télécommunications en France, qui se sont traduites par une libéralisation du secteur, l'instauration d'une autorité de régulation indépendante et la privatisation de l'opérateur historique France Télécom,.
À l’issue de cette réforme, il est chargé par le ministre des Affaires étrangères et par le ministre de l’Industrie de conduire une mission internationale destinée à la présenter et à l’expliquer aux gouvernements et aux autorités de nombreux pays étrangers.
En 2002, il devient président adjoint de la section du contentieux du Conseil d’État, fonction qu’il occupe jusqu’en 2004.

#### Conseil puis Autorité de la concurrence de 2004 à 2016
En 1998 il retourne au Conseil d'État où il préside durant trois années la 1re sous-section du contentieux, avant d’occuper, de 2002 à 2004, les fonctions de président-adjoint de la section du contentieux. Il est nommé en parallèle membre du Conseil de la concurrence dont il devient président le 29 juillet 2004. En 2009, il est nommé président de l'Autorité de la concurrence (nouveau nom du Conseil de la concurrence). C'est donc lui qui s'occupera de la transition du Conseil vers une autorité administrative indépendante. Cette fonction lui assure un revenu de 14 800 euros par mois.
La presse qualifie Bruno Lasserre de « discret et réputé inflexible », « pédagogue infatigable », et Le Nouvel économiste affirme qu'il « incarne parfaitement avec son institution l’idée que l’on se fait d’une régulation moderne » et l’a élu régulateur de l’année 2013. Il est reconduit à la présidence de l’institution par décret du Président de la République du 28 février 2014, après avis favorable à l’unanimité des commissions des affaires économiques du Sénat et de l'Assemblée nationale, qui ont salué son bilan.
Libéral convaincu, il se fait remarquer en infligeant en 2005 une amende record de 534 millions d’euros aux trois opérateurs de téléphonie mobile (Orange, SFR et Bouygues Telecom) pour entente illicite.
Pour Bruno Lasserre, la concurrence n'est pas une fin en soi mais un outil destiné à inciter les entreprises à donner le meilleur d'elles-mêmes au bénéfice des consommateurs. Il considère que la concurrence n'est une valeur « ni de droite ni de gauche ». Il précise : « il faut avoir le courage de sanctionner de manière dissuasive » et « il faut laisser couler les critiques. De toute façon, je ne cherche pas à être aimé d'eux mais plutôt à être craint ». Il choisit notamment de rencontrer les patrons. La Global Competition Review, qui publie un classement mondial des autorités de concurrence, a placé l’Autorité de la concurrence parmi les instances les mieux notées (« catégorie Élite ») en 2013 et 2014.
Bruno Lasserre est l'auteur de plusieurs rapports commandés par le Premier ministre : « L’État et les technologies de l’information : vers une administration à accès pluriel » (La Documentation française, 2000) et « Pour une meilleure qualité de la réglementation » (La Documentation française, 2004). Il a également publié un ouvrage consacré à La transparence administrative (PUF, 1986, en coll. avec Bernard Stirn et Noëlle Lenoir). Il a également été membre de la Commission pour la libération de la croissance française présidée par Jacques Attali, dont le rapport (« 300 décisions pour changer la France ») a été remis au Président de la République et au Premier ministre le 23 janvier 2008. Il y croise le futur président de la République Emmanuel Macron. Ultérieurement, il lui inspire quand il est ministre la libéralisation du transport par autocar.

#### Conseil d'État (2016-2022)
Bruno Lasserre est nommé président de la section de l'intérieur du Conseil d'État, à compter du 30 septembre 2016.
Il fait évoluer le projet de loi renforçant la sécurité intérieure et la lutte contre le terrorisme défendu fin 2017 par Gérard Collomb notamment en introduisant l'autorisation préalable du juge des libertés et de la détention pour les perquisitions administratives.

#### Vice-président du Conseil d'État
Le 16 mai 2018, Bruno Lasserre est nommé vice-président du Conseil d'État par le président de la République Emmanuel Macron dont il est proche et qui l'avait sollicité en 2017 pour prendre la succession de François Bayrou comme Garde des sceaux. Il prend ses fonctions le 29 mai suivant, succédant à ce poste à Jean-Marc Sauvé.
Le 5 janvier 2022, il prend sa retraite après avoir quitté ses fonctions de vice-président, atteint par la limite d'âge. Sa rémunération s'élève à plus de 16 000 euros net mensuels.

#### Commission d'accès aux documents administratifs (2022-présent)
Par décret du Président de la République en date du 31 août 2022, Bruno Lasserre est nommé président de la Commission d’accès aux documents administratifs.
Il succède à ce poste à Jean-Luc Névache.

### Autres fonctions
- Président du groupe de travail sur les technologies de l’information au commissariat général au Plan (1998-1999).
- Président du comité d’orientation chargé du fonds de modernisation de la presse quotidienne (1999-2004).
- Membre du comité de sélection des banques-conseils de l’État (1998-2004).
- Président adjoint de la section contentieux du Conseil d’État (2002-2004).
- Administrateur de la Sofirad (1996-99).
- Membre du tribunal des Conflits (2003-04).
- Membre de la Commission pour la libération de la croissance française (depuis 2007).
- Vice-président de l’International Competition Network (ICN) (depuis 2012).
- Président du comité de règlement des différends et des sanctions de la Commission de régulation de l'énergie (depuis avril 2017)[23]
- Vice-président du Conseil d’État (nommé par décret du 16 mai 2018, à compter du 29 mai 2018)
- Président des États généraux de l’information, fonction dont il démissionne « pour des raisons strictement personnelles et familiales » en février 2024 avant son procès pour complicité de harcèlement moral[24].

## Affaire judiciaire
Il est mis en examen en octobre 2019 pour complicité de harcèlement moral à la suite du suicide en mars 2014 d’Alain Mouzon,,, un employé de l’Autorité de la concurrence. D'après l’Association des amis d’Alain Mouzon, qui s’est créée depuis le drame, les responsabilités sont liées à un système de management pervers au sein de l’Autorité de la concurrence. Cette analyse de l'association a été confirmée par un jugement du tribunal administratif de Paris, en date du 17 mars 2016 et devenu définitif, aux termes duquel « la pathologie et le décès [d'Alain Mouzon] sont imputables à une faute de l'administration en raison du harcèlement moral subi par celui-ci et du défaut de protection dont il a été l'objet ». Mais Bruno Lasserre a été relaxé le 18 décembre 2024. « M. Lasserre avait certes conscience du rythme imposé mais il n’était pas informé des souffrances des agents du service juridique », a déclaré la présidente du tribunal correctionnel de Paris. Ce jugement est définitif, car il n'y a pas eu d'appel dans le délai imparti de dix jours.

## Prises de position
- À la suite de l’amende record de 350 millions d’euros infligée par l’Autorité de la concurrence  à l'opérateur de télécommunications Orange fin 2015[32], Bruno Lasserre a précisé les  enjeux dans une interview : « Pour la concurrence, quatre opérateurs, c’est mieux que trois. (...) Et qui pourrait nier le rôle de Free qui a sérieusement animé un marché insuffisamment concurrentiel au départ ? (…) Mais faut-il avoir la religion de quatre et dire que la concurrence est uniquement une affaire de nombres ? Certainement pas (…) Il faut avoir un équilibre dynamique dans lequel rien n’est jamais acquis et certains opérateurs veulent bousculer l’ordre établi »[33].
- En mars 2016, dans une interview dans le quotidien français Le Figaro, Bruno Lasserre a abordé la question du Big data en indiquant que l’institution avait engagé une réflexion de fond sur la manière dont la collecte des données auprès des utilisateurs et des clients pouvait modifier le jeu de la concurrence[34].

## Décorations
- Grand officier de la Légion d'honneur en 2021[35] (commandeur en 2015[36], officier en 2007).
- Commandeur de l'ordre national du Mérite en 2011[37] (officier en 2001).